# چهارراه (فیلم ۱۹۹۴)
چهارراه (به انگلیسی: Chauraha) فیلمی محصول سال ۱۹۹۴ و به کارگردانی صداقت حسین است. در این فیلم بازیگرانی همچون جیتندرا، جکی شروف، جایا پرادا، آشوینی بیهیو، شاکتی کاپور، دنی دنزونگپا، آلوک نات، فرح ایفای نقش کرده‌اند.